# Lauren Briggs
Lauren Briggs (* 8. August 1979 in Stanford-le-Hope) ist eine ehemalige englische Squashspielerin.

## Karriere
Lauren Briggs war von 1999 bis November 2013 auf der WSA World Tour aktiv und gewann im Laufe ihrer Karriere zwölf Titel bei insgesamt 16 Finalteilnahmen. Ihre höchste Platzierung in der Weltrangliste erreichte sie mit Rang 18 im Dezember 2008. Zwischen 2005 und 2012 stand sie achtmal im Hauptfeld der Weltmeisterschaft. Bei allen acht Teilnahmen schied sie in der ersten Runde aus.

## Erfolge
- Gewonnene WSA-Titel: 12